# کاریب گلوارغوانی
کاریب گلوارغوانی (نام علمی: Eulampis jugularis) نام یک گونه از زیرخانواده مگس‌مرغیان است.